# ميليسا دونفي
ميليسا دونفي (بالإنجليزية: Melissa Dunphy) هي ملحنة أسترالية، ولدت في 1980.

## وصلات خارجية
- ميليسا دونفي على موقع ميوزك برينز (الإنجليزية)